# Vladimír Petřek
Vladimír Petřek (ur. 19 sierpnia 1908, zm. 5 września 1942 w Kobylisach) – czeski duchowny prawosławny, doktor teologii, uczestnik ruchu oporu podczas II wojny światowej.
W 1924 został skierowany przez biskupa Gorazda II na studia teologiczne na Akademii Teologicznej w Sremskiej Karlovicy (ówczesna Jugosławia). Następnie kontynuował studia na Wydziale Teologicznym w Belgradzie, który ukończył w 1933. Po powrocie do Czechosłowacji odbył obowiązkową służbę wojskową w Kromieryżu. We wrześniu 1934 otrzymał święcenia kapłańskie i został skierowany przez biskupa Gorazda II do pracy duszpasterskiej w soboru katedralnego Świętych Cyryla i Metodego w Pradze. W 1937 złożył dysertację na Wydziale Teologii Husyckiej Uniwersytecie Karola w Pradze i uzyskał stopień doktora teologii. Od początku niemieckiej okupacji zaangażował się wspólnie z proboszczem parafii – Václavem Čiklem m.in. wydając fałszywe świadectwa chrztu Żydom, by chronić ich przed prześladowaniami. Ukrywali również m.in. znanego czeskiego polityka Přemysla Šámala.
W 1942 ukrywali z ks. Čiklem w krypcie soboru czechosłowackich spadochroniarzy, którzy wzięli udział w zamachu na Reinharda Heydricha. Po odkryciu spadochroniarzy przez gestapo w efekcie zdrady Karela Čurdy i Viliama Gerika został w odwecie skazany wraz z biskupem Gorazdem II, ks. Václavem Čiklem i przewodniczącym gminy parafialnej Janem Sonnevendem na karę śmierci i stracony w sobotę 5 września 1942 o godz. 12 na strzelnicy w Kobylisach.